# Johanna
Johanna ist ein weiblicher Vorname.

## Herkunft und Bedeutung
Bei Johanna handelt es sich um die latinisierte Schreibweise des griechischen Namens Ἰωάννα Ιōánna, die ihrerseits die weibliche Variante von Ἰωάννης Ιōánnēs darstellt. Der Name geht somit auf den hebräischen Namen יְהוֹחָנָן jəhōchānān zurück, der sich aus dem jüdisch-christlichen Gottesnamen יהוה jhwh und der Wurzel חנן ḥnn „gnädig sein“, „sich jmds erbarmen“ zusammensetzt. Somit bedeutet der Name: „der Herr ist gnädig“.

## Verbreitung
Der Name Johanna ist vor allem in Österreich beliebt. Dort belegte er im Jahr 2020 in den Vornamensstatistiken Rang 8.
In Deutschland war der Name im ausgehenden 19. Jahrhundert bis in die 1910er Jahre hinein einer der beliebtesten Mädchennamen. Seine Popularität sank zunächst langsam, Mitte der 1930er Jahre rapide. Ende der 1970er Jahre nahm seine Beliebtheit wieder deutlich zu, sodass der Name in den 1980er Jahren schon wieder relativ verbreitet war. Seit den 1990er Jahren zählt er zu den beliebtesten Mädchennamen in Deutschland. Im Jahr 2021 belegte der Name Rang 27 in den Vornamenscharts. Außerdem liegt Johanna auf Rang 9 der beliebtesten Zweitnamen.

## Varianten

### Weibliche Varianten
- Belarussisch: Жанна Schanna
  - Diminutiv: Ніна Nina
- Bulgarisch: Йоана Ioana, Yoana, Ивана Ivana, Яна Jana, Янка Janka
  - Diminutiv: Иванка Ivanka, Нина Nina
- Dänisch: Johanne
  - Diminutiv: Hanna, Hanne, Janne, Jeanette, Jonna, Nina
- Deutsch: Jana, Janina, Johanne
  - Diminutiv: Hanna, Hanne, Janine,  Nina
- Englisch: Jane, Janice, Janis, Jean, Jeana, Jeanna, Joan, Joann, Joanna, Joanne, Jonelle, Seanna, Shauna, Shawna, Sheena, Shena, Shevon, Shavon, Chevonne, Shavonne
  - Irisch: Síne, Siobhán
    - Diminutiv: Sinéad

  - Schottisch-Gälisch: Jean, Seona, Sheena, Sheenagh, Sheona, Shona, Seonag, Sìne
    - Diminutiv: Seònaid, Sìneag, Teasag

  - Walisisch: Shan, Siân, Siwan
    - Diminutiv: Siana, Siani, Sioned

  - Diminutiv: Jan, Janella, Janelle, Janet, Janie, Jannah, Jannine, Jeanie, Jeannie, Jenna, Jenny, Jo, Joanie, Joni, Jonie
- Estnisch: Jaana, Jana, Janika
  - Diminutiv: Janne
- Färöisch: Jóna
- Finnisch: Janika, Janina
  - Diminutiv: Hanna, Hannele, Janna, Jenna, Jonna, Nina
- Französisch: Jeanne, Joanne, Johanne
  - Bretonisch: Yanna
    - Diminutiv: Yanick, Yannic, Yannick, Yannig

  - Korsisch: Ghjuvanna
  - Mittelalterlich: Jehanne, Johanne
  - Diminutiv: Janine, Jeanette, Jeanine, Jeannette, Jeannine, Nina, Ninette, Yanick, Yannick
- Griechisch: Ἰωάννα Ιōánna, Γιάννα Jánna
  - Diminutiv: Νάνα Nána
- Hebräisch: יוֹחָנָה jōchānāh
- Isländisch: Jóhanna, Jóna
- Italienisch: Giovanna
  - Sardinisch: Giuanna
  - Latein: Iohanna
  - Diminutiv: Gia, Gianna, Giannina, Giò, Giovannetta, Nina, Vanna
- Kroatisch: Ivana
  - Diminutiv: Ivanka, Nina, Vanja, Žana
- Lettisch: Jana, Janīna, Žanna
- Litauisch: Janina
  - Diminutiv: Žaneta
- Mazedonisch: Ивана Ivana, Јована Jovana
  - Diminutiv: Јованка Jovanka, Јовка Jovka, Вана Vana
- Niederländisch: Jana, Janna, Jaane
  - Diminutiv: Hanke, Hanna, Hanne, Hannie, Janine, Janneke, Jantine, Jantje, Jeanette, Jeanine, Jeannette, Jennigje, Jenny, Johanneke, Nina
- Norwegisch: Johanne
  - Diminutiv: Hanna, Hanne, Janne, Jannicke, Jannike, Jeanette, Nina, Vanja
- Polnisch: Janina, Joanna
  - Diminutiv: Asia, Janka, Joasia, Nina, Żaneta
- Portugiesisch: Joana, Giovana
  - Galicisch: Xoana
- Rumänisch: Ioana
  - Diminutiv: Ionela, Oana
- Russisch: Жанна Schanna, Яна Jana
  - Diminutiv: Янина Janina, Жанночка Schannochka, Нина Nina
- Schwedisch: Janina, Janna
  - Diminutiv: Hanna, Jannike, Jeanette, Jonna, Nina, Vanja
- Serbisch: Ивана Ivana, Јована Jovana
  - Diminutiv: Иванка Ivanka, Нина Nina, Јованка Jovanka, Вања Vanja
- Slowakisch: Ivana, Jana
  - Diminutiv: Iva, Ivanka, Ivka, Janka, Nina, Žaneta
- Slowenisch: Ivana, Jana
  - Diminutiv: Iva, Ivanka, Nina, Vanja, Žana
- Spanisch: Juana, Johana
  - Baskisch: Jone
  - Katalanisch: Jana, Joana
  - Diminutiv: Juanita, Janeth (Lateinamerika)
- Tschechisch: Ivana, Jana, Johana
  - Diminutiv: Iva, Ivanka, Ivka, Janička, Janka, Nina, Žaneta
- Ukrainisch: Іванна Ivanna, Жанна Schanna, Яна Jana
  - Diminutiv: Яніна Janina, Ніна Nina
- Ungarisch: Johanna
  - Diminutiv: Hanna, Janka, Zsanett

### Männliche Varianten
Siehe Johannes

## Namenstage
- 4. Februar: nach Johanna von Frankreich
- 12. Mai: nach Johanna von Portugal
- 24. Mai: nach Johanna, Frau des Chuza
- 30. Mai: nach Johanna von Orléans
- 24. August: nach Johanna-Antida
- 26. August: nach Johanna Elisabeth Bichier des Ages
- 12. August: nach Johanna Franziska von Chantal

## Namensträgerinnen

### Bibel
- Johanna Chusa, Jüngerin Jesu

### Mittelalter und frühe Neuzeit
- Johanna (ductrix) (10. Jahrhundert), Ehefrau des Dogen Pietro IV. Candiano, später Äbtissin von San Zaccaria
- Johanna von England (1165–1199), Tochter von Heinrich II.
- Johanna (Flandern) (1200–1244), Gräfin von Flandern und Hennegau
- Johanna von England (1210–1238), Tochter von Johann Ohneland
- Johanna (Toulouse) (1220–1271), Gräfin von Toulouse
- Johanna (Blois) (1258–1292), Gräfin von Blois, Chartres und Dunois
- Johanna von England (1272–1307), genannt Joan of Acre, Tochter von Eduard I.
- Johanna I. (1273–1305), Königin von Navarra und als Ehefrau Philipps des Schönen Königin von Frankreich
- Johanna von Flandern (1295–1374), als Herzogswitwe Heerführerin im Bretonischen Erbfolgekrieg
- Johanna II. (1311–1349), Königin von Navarra
- Johanna von England (1321–1362), genannt Joan of the Tower, Tochter von Eduard II.
- Johanna (Brabant) (1322–1406), Herzogin von Brabant und Limburg
- Johanna I. (Neapel) (1326–1382), Königin von Neapel
- Johanna (Saarbrücken) (* um 1330; † vor dem 22. Oktober 1381), Regentin der Grafschaft Nassau-Weilburg und Gräfin von Saarbrücken
- Johanna von Bayern (1362–1386) (1362–1386), erste Ehefrau des römischen Königs Wenzel von Böhmen
- Johanna von Navarra (1370–1437), zweite Ehefrau des englischen Königs Heinrich IV.
- Johanna Sophie von Bayern (1377–1410), Ehefrau Erzherzog Albrechts von Österreich
- Jeanne d’Arc (1412–1431), französische Nationalheldin und Heilige
- Johanna von Portugal (1452–1490), seliggesprochene Tochter des portugiesischen Königs Alfons V.
- Johanna von Portugal (1439–1475), Infantin von Portugal und ab 1455 durch Heirat mit Heinrich IV. Königin von Kastilien
- Johanna von Kastilien (1462–1530), als Ehefrau Alfons’ V. Königin von Portugal
- Johanna von Frankreich (1464–1505), heiliggesprochene erste Ehefrau des französischen Königs Ludwig XII.
- Johanna I. (1479–1555), Königin von Kastilien und Titularkönigin von Aragon
- Johanna (Hachberg-Sausenberg) (1485/1487–1543), Gräfin von Neuchâtel
- Johanna von Pfalz-Simmern (1512–1581), Äbtissin im Kloster Marienberg
- Jeanne d’Albret (1528–1572), Königin von Navarra
- Johanna von Spanien (1535–1573), Mutter des portugiesischen Königs Sebastian
- Jane Grey (~1536–1554), Königin von England
- Johanna von Lestonnac (1556–1640), französische Ordensgründerin; Heilige der katholischen Kirche
- Johanna Franziska von Chantal (1572–1641), Heilige und Mitbegründerin der Salesianerinnen
- Johanna Charlotte von Anhalt-Dessau (1682–1750)

### Neuere und neueste Geschichte
- Johanna Merck (1733–1773), deutsche Dichterin
- Johanna-Elisabeth Bichier des Ages (1773–1838), französische Ordensgründerin
- Johanna Antonia Josepha Edle von Birkenstock (1780–1869), von manchen vermutet als die „Unsterbliche Geliebte“ Ludwig van Beethovens, siehe Antonie Brentano
- Johanna Sebus (1791–1809), deutsche Lebensretterin
- Johanna von Puttkamer (1824–1894), Ehefrau Otto von Bismarcks
- Johanna Spyri (1827–1901), Schweizer Schriftstellerin
- Johanna Naber (1859–1941), niederländische Feministin
- Johanna Ey, bekannt als Mutter Ey (1864–1947), bedeutende Galeristin und Förderin moderner Malerei
- Johanna Oppenheimer (1872–1942), deutsche Malerin, Opfer des Nationalsozialismus
- Johanna Meier-Michel (1876–1945), österreichische Bildhauerin und Kunstgewerblerin
- Johanna Senfter (1879–1961), deutsche Komponistin
- Johanna Kirchner (1889–1944), deutsche Widerstandskämpferin
- Johanna Bassermann (1906–1998), deutsche Film- und Theaterschauspielerin
- Johanna Lenz (1915–2010), deutsche Kunsthistorikerin und Lektorin
- Johanna Jura (1923–1994), deutsche Bildhauerin und Keramikerin
- Johanna König-Hock (1921–2009), deutsche Schauspielerin und Werbeikone („Klementine“)
- Antonia Johanna Willemina Dragt (1930–2024), niederländische Kinder- und Jugendbuch-Schriftstellerin, siehe Tonke Dragt
- Johanna Matz (1932–2025), österreichische Kammerschauspielerin
- Johanna von Koczian (1933–2024), deutsche Schauspielerin, Sängerin und Schriftstellerin
- Yovanna (* 1940), griechische Sängerin und Schauspielerin
- Jóhanna Sigurðardóttir (* 1942), isländische Politikerin
- Johanna „Hansi“ Emetz, bekannt als Joana (* 1944), deutsche Sängerin
- Johanna Liebeneiner (* 1945), österreichische Schauspielerin
- Johanna Wanka (* 1951), deutsche Politikerin
- Johanna Schaller, später Johanna Klier (* 1952), deutsche Leichtathletin und Olympiasiegerin
- Johanna Walser (* 1957), deutsche Schriftstellerin und literarische Übersetzerin
- Johanna König (* 1958), österreichische Schriftstellerin
- Johanna Gastdorf (* 1959), deutsche Schauspielerin
- Johanna Mikl-Leitner (* 1964), österreichische Politikerin (ÖVP), seit 2017 Landeshauptfrau von Niederösterreich
- Johanna Tschautscher (* 1968), österreichische Regisseurin und Schriftstellerin
- Johanna Christine Gehlen (* 1970), deutsche Schauspielerin
- Johanna Adorján (* 1971), dänisch-deutsche Regisseurin und Autorin
- Johanna Asklöf (* 1972), finnische Orientierungsläuferin
- Johanna Paasikangas-Tella (* 1974), finnische Schachspielerin
- Johanna Wokalek (* 1975), deutsche Schauspielerin
- Johanna Kou (* 1975), neukaledonische Badmintonspielerin
- Johanna Beisteiner (* 1976), österreichische klassische Gitarristin
- Johanna Klante (* 1976), deutsche Schauspielerin
- Johanna Klum (* 1980), deutsche Moderatorin, Sängerin und Model
- Johanna Jansson, bekannt als Dotter (* 1987), schwedische Sängerin
- Johanna Sebauer (* 1988), österreichische Schriftstellerin
- Jóhanna Guðrún Jónsdóttir („Yohanna“, * 1990), isländische Sängerin
- Johanna Polley (* 1992), deutsche Schauspielerin
- Johanna Egger (* 1998), österreichische Schauspielerin und Singer-Songwriterin
- Johanna Mahaffy (* 1998), österreichische Schauspielerin
- Johanna Bassani (2002–2020), österreichische Nordische Kombiniererin
- Johanna Puff (* 2002), deutsche Biathletin

### Fiktive Personen
- Päpstin Johanna, sagenhafte Päpstin des 9. Jahrhunderts

## Sonstige Namensverwendung
- Johanna (Fernsehserie)
- Johanna (Schiff, 1903)
- Johanna (Schiff, 1978)
- Johanna (Schiff, 1999)
- (127) Johanna